# 艾伯特鎮區 (密歇根州)
艾伯特鎮區（英語：Albert Township）是位於美國密歇根州蒙莫朗西縣的一個行政鎮區。

## 地方資料
艾伯特鎮區的面積為182.10平方千米，當中陸地面積為170.10平方千米，而水域面積為12.00平方千米。根據2020年美國人口普查的數據，當地共有人口2453人，而人口密度為每平方千米13.47人。